# Dendrobium glossorhynchoides
Dendrobium glossorhynchoides är en orkidéart som beskrevs av Rudolf Schlechter. Dendrobium glossorhynchoides ingår i släktet Dendrobium, och familjen orkidéer. Inga underarter finns listade i Catalogue of Life.